# North Middleton, Ilderton
North Middleton är en ort i civil parish Ilderton, i grevskapet Northumberland i England. Orten är belägen 4 km från Wooler. North Middleton var en civil parish 1866–1955 när det uppgick i Ilderton. Civil parish hade 69 invånare år 1951.